# Poochie
Poochie è un personaggio dell'azienda statunitense Mattel. È una barboncina (poochie in inglese significa cagnolino) bianca caratterizzata da due grosse orecchie con peli fucsia, occhiali da sole viola sollevati sulla testa e zampe con palmi a forma di fiore.

## Storia
Lanciata all'inizio degli anni ottanta ha raggiunto grande popolarità negli USA, in Gran Bretagna e in Italia. Con la sua immagine sono stati prodotti numerosi gadget, che vanno dai peluche ai timbri, dagli zaini per la scuola ai diari. Il 2 giugno 1984 fu trasmesso su Nickelodeon uno speciale televisivo animato con protagonista il personaggio, prodotto dalla DiC Entertainment.
In Italia inoltre a partire dall'aprile 1985 fu stampato Poochie e i suoi allegri amici, un giornalino a lei dedicato edito da Mondadori che raccoglieva fumetti per bambini dedicati a Poochie e ad altri personaggi e linee di giocattoli, come Iridella, i Barbapapà e Isidoro. La serie editoriale proseguì fino al gennaio 1997 quando fu pubblicato l'ultimo numero.